# Gribaumont
Gribaumont – stacja metra w Brukseli, na linii 1. Zlokalizowana jest za stacją Joséphine-Charlotte i Tomberg. Została otwarta 20 września 1976.